# 迪尔德丽·弗雷泽
迪尔德丽·弗雷泽（英語：Deirdre Fraser，20世纪—），澳大利亚女子赛艇运动员。她曾代表澳大利亚参加1992年世界赛艇锦标赛，获得女子轻量级四人单桨无舵手金牌。